# カムロ県

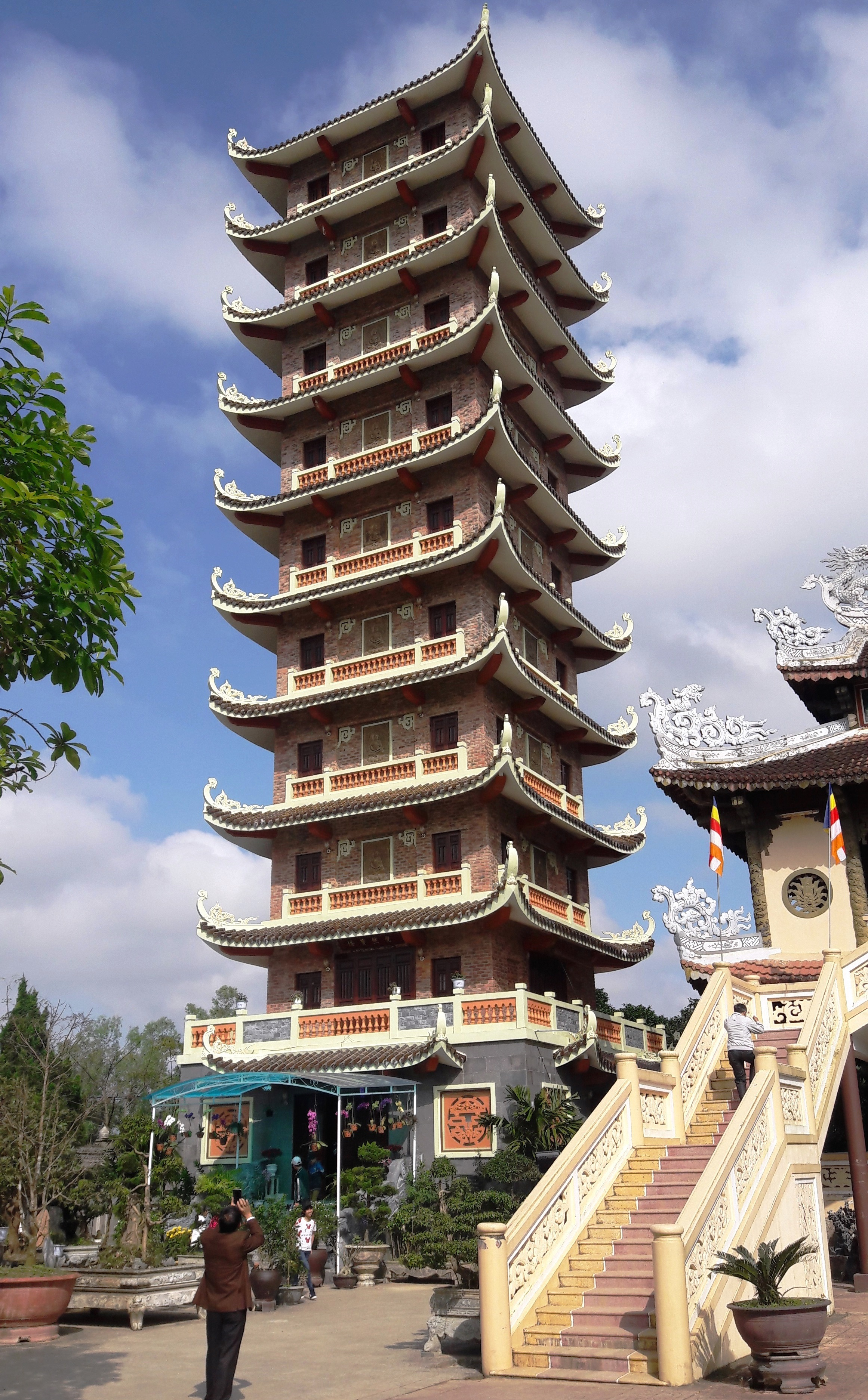

カムロ県（カムロけん、ベトナム語：Huyện Cam Lộ / 縣甘露?）は、ベトナムクアンチ省の県である。

## 行政区画
以下の1市鎮7社を管轄する。
- カムロ市鎮（Cam Lộ / 甘露）
- カムチン社（Cam Chính / 甘政）
- カムヒエウ社（Cam Hiếu / 甘孝）
- カムギア社（Cam Nghĩa / 甘義）
- カムタイン社（Cam Thành / 甘城）
- カムトゥイ社（Cam Thủy / 甘水）
- カムトゥエン社（Cam Tuyền / 甘全）
- タインアン社（Thanh An / 清安）